# Acid salicylic
Axit salicylic (tên bắt nguồn từ Latin salix, cây liễu) là một axit monohydroxybenzoic béo, một loại axit phenolic, và một axit beta hydroxy (BHA). Axit salicylic có công thức hóa học C7H6O3. Axit hữu cơ kết tinh không màu này được sử dụng rộng rãi trong tổng hợp hữu cơ và có chức năng như một hormone thực vật. Nó có nguồn gốc từ sự trao đổi chất của salicin. Ngoài việc giữ vai trò là một chất chuyển hóa có hoạt tính quan trọng của aspirin (axit acetylsalicylic), mà hoạt động một phần như là một tiền chất của axit salicylic, có lẽ nó được biết đến nhiều nhất vì nó được sử dụng như là một thành phần quan trọng trong các sản phẩm chống mụn trứng cá. Các muối và este của axit salicylic được gọi là salicylat.
Chất này có trong Danh sách các thuốc thiết yếu của WHO, liệt kê các loại thuốc quan trọng nhất cần thiết trong một hệ thống y tế cơ bản.

## Ứng dụng

### Y học

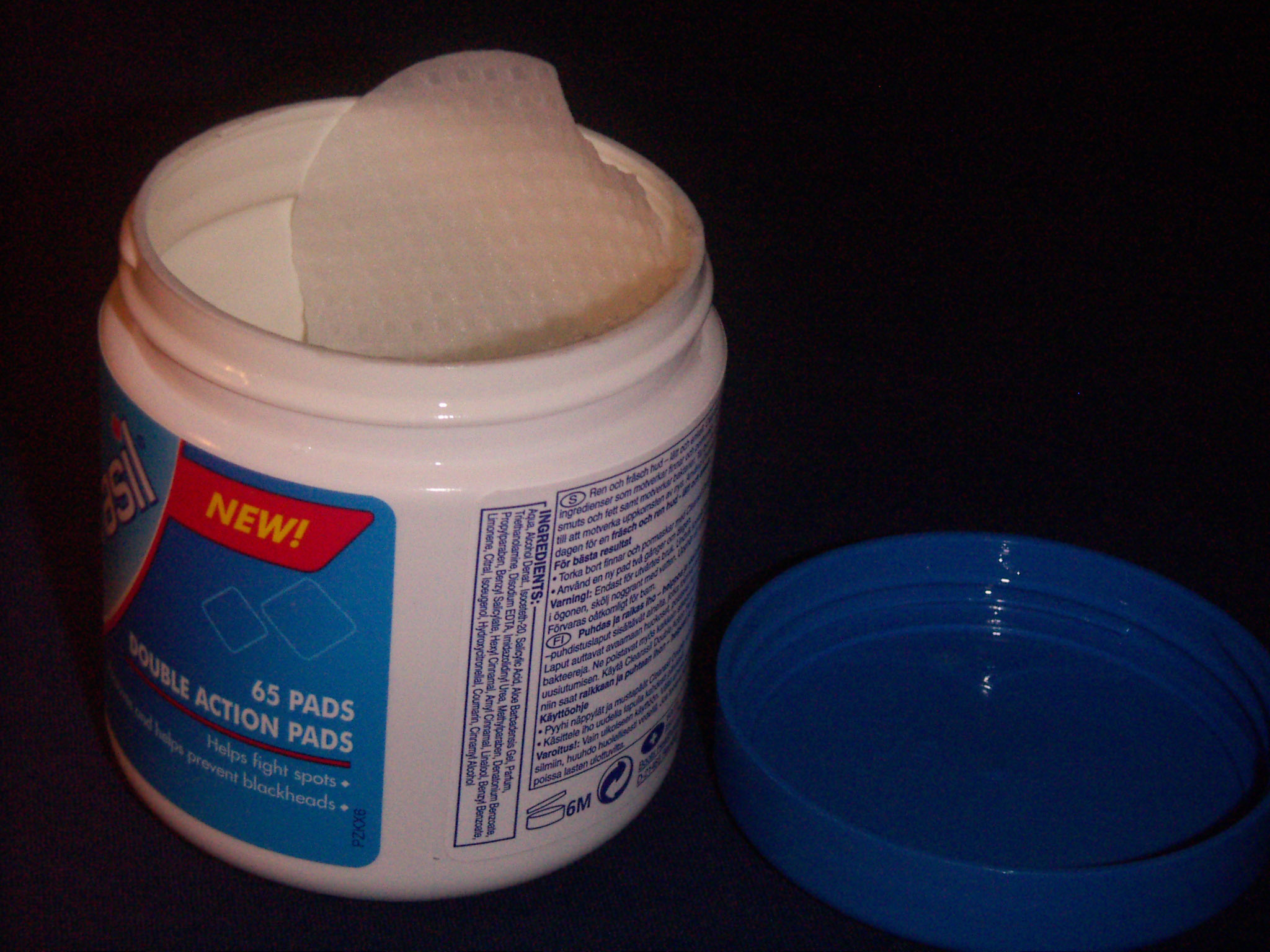
Tấm bông nhúng trong axit salicylic có thể được dùng để tẩy da chết

Axit salicylic với tư cách một loại thuốc được sử dụng phổ biến nhất để giúp tẩy da chết. Do vậy, nó được dùng để trị các bệnh mụn cóc, vẩy nến, gàu da đầu, mụn trứng cá, nấm da, và vẩy cá.
Giống như các axit hydroxy khác, axit salicylic là một thành phần trọng yếu trong các sản phẩm chăm sóc da chữa các bệnh viêm da tiết bã nhờn, mụn trứng cá, vẩy nến, sẹo lồi, ngô, sẹo màng phổi, acanthosis nigricans, bệnh vảy cá và mụn cóc. Chất này được đưa vào dầu gội để trị gàu.

### Điều chế
Axit salicylic được sử dụng trong quá trình sản xuất các dược phẩm khác, bao gồm 4-aminosalicylic acid, sandulpiride, và landetimide (thông qua Salethamide).
Axit salicylic là một trong những nguyên liệu ban đầu để sản xuất axit acetylsalicylic (aspirin) năm 1897.
Bismuth subsalicylate, muối của bismuth và axit salicylic, là thành phần hoạt chất trong thuốc giảm đau dạ dày Pepto-Bismol, là thành phần chính của Kaopectate và "cho thấy tác dụng chống viêm (do salicylic acid) và cũng có tác dụng như là thuốc kháng acid và kháng sinh nhẹ".